# Mercedes-Benz Conecto
Mercedes-Benz Conecto (O 345) je srednjepodni autobus njemačkog proizvođača Mercedes-Benz / EvoBus. Autobus se počeo proizvoditi 1996. godine, a od 2002. se proizvodi u njihovim proizvodnim pogonima u Turskoj. 2007. predstavljen je niskopodni model gradskog autobusa. Iako je prvenstveno namijenjen tržištima zemalja Istočne Europe možemo ga sresti i na ulicama nekih zapadnih zemalja.
Autobus je dostupan u četiri verzije:
- Conecto Ü: prigradski
- Conecto H: gradski
- Conecto G: gradski zglobni
- Conecto LF: niskopodni gradski autobus

2016.godine je predstavljen novi model ovog autobusa.
Ovaj autobus ima pogon na dizel (ispunjava Euro 6 normu),ili CNG.